# Составное число

Натуральные числа от нуля до ста. Составные числа отмечены зелёным.

Составно́е число́ — натуральное число, имеющее делители, отличные от единицы и самого себя. Каждое составное число является произведением двух или более натуральных чисел, бо́льших единицы. Все натуральные числа делятся на три непересекающиеся категории: простые, составные и единица.
Начало последовательности составных чисел (A002808):
4, 6, 8, 9, 10, 12, 14, 15, 16, 18, 20, 21, 22, 24, 25, 26, 27, 28, 30, 32, 33, 34, 35, 36, 38, 39, 40, 42, 44, 45, 46, 48, 49, 50, 51, 52, 54, 55, 56, 57, 58, 60, 62, 63, 64, 65, 66, 68, 69, 70, 72, 74, 75, 76, 77, 78, 80, 81, 82, 84, 85, 86, 87, 88, 90, 91, 92, 93, 94, 95, 96, 98, 99, 100, ...

## Связанные понятия
Каждое натуральное число, большее единицы, имеет по крайней мере два делителя, которые называются тривиальными: единицу и самого себя. Число является составным, если оно имеет нетривиальные делители.
Составное натуральное число называется:
- полупростым, если его можно представить в виде произведения двух простых чисел (не обязательно различных);
- сфеническим, если его можно представить в виде произведения трёх различных простых чисел;
- полнократным, если его можно представить в виде произведения {\displaystyle a^{2}b^{3},} где {\displaystyle a,b} — натуральные числа. Равносильное определение: число {\displaystyle N} полнократно, если для любого его простого делителя {\displaystyle p} число {\displaystyle p^{2}} также является делителем {\displaystyle N};
- сверхсоставным, если у него больше делителей, чем у любого меньшего числа (два первых сверхсоставных числа не являются составными, это 1 и 2).

## Свойства
Основная теорема арифметики утверждает, что любое составное число может быть разложено в произведение простых множителей, причём единственным способом (с точностью до порядка множителей).
Покажем, что в натуральном ряду можно найти последовательности подряд идущих составных чисел любой длины. Пусть n — произвольное натуральное число. Обозначим:
{\displaystyle N=(n+1)!=1\cdot 2\cdot 3\cdot 4\dots \cdot (n+1).}
Тогда n последовательных чисел {\displaystyle N+2,N+3,N+4\dots N+(n+1)} содержит только составные числа: {\displaystyle N+2} делится на 2, {\displaystyle N+3} делится на 3 и т. д.

## Разложение числа на множители
Чтобы определить, является ли заданное натуральное число {\displaystyle N} простым или составным, надо найти его нетривиальные делители или доказать, что таких не существует. В случае небольшого {\displaystyle N} поиск его делителей — несложная задача, для этого можно использовать признаки делимости или специальные алгоритмы, указанные в статьях Тест простоты и Факторизация целых чисел. Нахождение делителей больших чисел (актуальная задача криптографии) может оказаться проблемой, превышающей возможности современных компьютеров.

## Вариации и обобщения
Понятия простого и составного числа можно определить не только для натуральных чисел, но и для других алгебраических структур; чаще всего рассматриваются коммутативные кольца без делителей нуля (области целостности).
Пример 1. Кольцо  целых чисел содержит два делителя единицы (обратимых элемента): {\displaystyle +1} и {\displaystyle -1.} Поэтому все целые числа, за исключением делителей единицы, имеют не два, а по меньшей мере четыре тривиальных делителя; например, у числа 7 делителями являются {\displaystyle 1;7;-1;-7.} В связи с этим формулировку основной теорему арифметики необходимо скорректировать: любое составное число может быть разложено в произведение простых множителей, причём единственным способом, с точностью до порядка множителей и делителей единицы.
Простые целые числа, как и прежде  — это те, у которых нет нетривиальных делителей. Таким образом, кольцо целых чисел делится на три непересекающиеся части: простые, составные и делители единицы.
Пример 2. Кольцо гауссовых целых чисел образовано комплексными числами {\displaystyle a+bi,} у которых {\displaystyle a,b} — обычные целые числа. Для чисел такого вида можно определить деление нацело по общим правилам. Делителей единицы здесь четыре: {\displaystyle 1;-1;i;-i.}
Простые гауссовы числа — это часть обычных простых чисел и «простые гауссовы» (например, {\displaystyle 1+i}). См. критерий простоты гауссова числа. Простое натуральное число может не быть простым гауссовым; например, число 5 как гауссово число является составным: {\displaystyle 5=(2+i)(2-i).} Основная теорема арифметики формулируется точно так же, как указано выше для целых чисел.
Пример 3. Кольцо многочленов {\displaystyle R[x]} образовано многочленами с вещественными коэффициентами. Делителями единицы являются здесь ненулевые числовые константы (рассматриваемые как многочлены нулевой степени). Аналогами простых чисел здесь будут все неразложимые (неприводимые) многочлены, то есть многочлены 1-й степени и те многочлены 2-й степени, у которых нет вещественных корней (потому что их дискриминант отрицателен). Следовательно, аналогом составных чисел выступают все многочлены степени больше второй, а также многочлены второй степени с неотрицательным дискриминантом. И здесь основная теорема арифметики имеет место и формулируется точно так же, как указано выше для целых чисел.